# Mario Franco
Mario Franco (* 10. Februar 1946 in Neapel) ist ein italienischer Kurzfilmregisseur.

## Leben
Franco interessierte sich als Kulturschaffender früh für das Kino; so gründete er 1969 das erste Kino Neapels für Essayfilme, schrieb zahlreiche Treatments und experimentierte in Kurzfilmen mit neuen Formen. Auch im musikalischen Bereich und dem Theater war Franco tätig; Zusammenarbeiten erfolgten mit Antonio Neiwiller, Enzo Moscato und Pappi Corsicato.
In seinen Kurzfilmen porträtierte er Andy Warhol und Joseph Beuys; 1983 brachte er einen Spielfilm nach eigenem Drehbuch in die Kinos. Metropoli blieb sein einziger langer Film.
Franco hat eine Professur für Massenmedien an der Accademia di Belle Arti di Napoli inne.

## Filmografie (Auswahl)
- 1983: Metropoli